# Піщанська сільська територіальна громада (Черкаська область)
Піщанська сільська громада — територіальна громада в Україні, в Золотоніському районі Черкаської області. Адміністративний центр - село Піщане. Утворена Розпорядженням Кабінету Міністрів України від 12 червня 2020 року. Площа громади - 243.6 км², чисельність населення - 6835 осіб. Одна з найменших громад району, займає восьме місце за площею та кількістю населення серед одинадцяти територіальних громад.

## Адміністративно-територіальний устрій

### Територіальний склад
Громада об'єднала п'ять сільських рад:
- Піщанська
- Бубнівсько-Слобідська
- Гладківщинська
- Шабельниківська
- Софіївська

та вісім населених пунктів, із них сім сіл:
- Піщане
- Бубнівська Слобідка
- Гладківщина
- Шабельники
- Софіївка
- Нова Гребля
- Коврайські Хутори

і одне селище:
- Гладківщина

### Керівництво громади
На перших місцевих виборах до громади 25 жовтня 2020 року на посаду голови обрано Семенюту Руслана Святославовича. До складу ради громади обрано 22 депутата:
| № округу | Прізвище, ім'я, по батькові     | Суб'єкт висування                                       | Відомості про обраного депутата |
| -------- | ------------------------------- | ------------------------------------------------------- | --- |
| 1        | Бас Володимир Володимирович     | політична партія Всеукраїнське об’єднання "Батьківщина" | Громадянин України, народився 29.03.1993 р., освіта вища, член політичної партії Всеукраїнське об’єднання "Батьківщина", не працює, місце проживання: с. Бубнівська Слобідка, Золотоніський р-н, Черкаська обл.                                         |
| 1        | Засенко Олександр Олександрович | політична партія Всеукраїнське об’єднання "ЧЕРКАЩАНИ"   | Громадянин України, народився 02.05.1959 р., освіта вища, член політичної партії Всеукраїнське об’єднання "ЧЕРКАЩАНИ", пенсіонер, місце проживання: с. Бубнівська Слобідка, Золотоніський р-н, Черкаська обл.                                           |
| 1        | Орленко Леся Петрівна           | політична партія "Слуга Народу"                         | Громадянка України, народилася 21.06.1971 р., освіта вища, безпартійна, Бубнівсько-Слобідський НВК, директор, місце проживання: с. Бубнівська Слобідка, Золотоніський р-н, Черкаська обл.                                                               |
| 1        | Хилько Василь Васильович        | політична партія "Слуга Народу"                         | Громадянин України, народився 16.05.1960 р., освіта загальна середня, безпартійний, Фермерське господарство "ФермерВ", голова, місце проживання: с. Бубнівська Слобідка, Золотоніський р-н, Черкаська обл.                                              |
| 2        | Касіч Віктор Миколайович        | політична партія Всеукраїнське об’єднання "ЧЕРКАЩАНИ"   | Громадянин України, народився 12.10.1970 р., освіта вища, безпартійний, Не працює, місце проживання: с. Гладківщина, Золотоніський р-н, Черкаська обл.                                                                                                  |
| 2        | Кобзар Заріна Джурахоновна      | політична партія "Слуга Народу"                         | Громадянка України, народилася 19.04.1981 р., освіта загальна середня, безпартійна, ФОП, місце проживання: с. Гладківщина, Золотоніський р-н, Черкаська обл.                                                                                            |
| 2        | Титаренко Катерина Миколаївна   | політична партія Всеукраїнське об’єднання "ЧЕРКАЩАНИ"   | Громадянка України, народилася 16.12.1977 р., освіта загальна середня, безпартійна, Гладківщинська сільська рада, секретар, місце проживання: с. Гладківщина, Золотоніський р-н, Черкаська обл.                                                         |
| 3        | Артеменко Сергій Миколайович    | Самовисування                                           | Громадянин України, народився 25.10.1974 р., освіта вища, безпартійний, ЗРКП Райтеплоенергія, енергетик, місце проживання: с. Піщане, Золотоніський р-н, Черкаська обл.                                                                                 |
| 3        | Асаколов Мірзо Хайріддінович    | політична партія Всеукраїнське об’єднання "ЧЕРКАЩАНИ"   | Громадянин України, народився 02.01.1963 р., освіта загальна середня, безпартійний, не працює, місце проживання: с. Піщане, Золотоніський р-н, Черкаська обл.                                                                                           |
| 3        | Мичка Оксана Григорівна         | Самовисування                                           | Громадянка України, народилася 25.07.1975 р., освіта вища, безпартійна, Піщанська ЗОШ І-ІІІ ступенів, педагог-організатор, місце проживання: с. Піщане, Золотоніський р-н, Черкаська обл.                                                               |
| 4        | Грицюта Валентина Михайлівна    | політична партія Всеукраїнське об’єднання "Батьківщина" | Громадянка України, народилася 24.07.1963 р., освіта вища, член політичної партії Всеукраїнське об’єднання "Батьківщина", Піщанська АЗПСМ, завідувач, місце проживання: с. Піщане, Золотоніський р-н, Черкаська обл.                                    |
| 4        | Кравченко Борис Іванович        | Самовисування                                           | Громадянин України, народився 25.06.1982 р., освіта вища, безпартійний, ФОП, місце проживання: с. Піщане, Золотоніський р-н, Черкаська обл. |
| 4        | Шеремет Любов Петрівна          | Самовисування                                           | Громадянка України, народилася 22.09.1965 р., освіта вища, безпартійна, Піщанський сільський Будинок культури, директор, місце проживання: с. Піщане, Золотоніський р-н, Черкаська обл.                                                                 |
| 5        | Романенко Алла Миколаївна       | Самовисування                                           | Громадянка України, народилася 17.09.1978 р., освіта вища, безпартійна, Піщанська сільська рада, секретар, місце проживання: с. Піщане, Золотоніський р-н, Черкаська обл.                                                                               |
| 5        | Харина Катерина Володимирівна   | Самовисування                                           | Громадянка України, народилася 12.09.1963 р., освіта вища, безпартійна, Піщанська ЗОШ І-ІІІ ступенів, директор, місце проживання: с. Піщане, Золотоніський р-н, Черкаська обл.                                                                          |
| 6        | Гразіон Лілія Олександрівна     | Самовисування                                           | Громадянка України, народилася 08.12.1981 р., освіта вища, безпартійна, Піщанська ЗОШ І-ІІІ ступенів, вчитель, місце проживання: с. Піщане, Золотоніський р-н, Черкаська обл.                                                                           |
| 6        | Окіпняк Ігор Дмитрович          | Самовисування                                           | Громадянин України, народився 03.10.1971 р., освіта вища, безпартійний, СТОВ "Агрофірма "Маяк", заступник директора, місце проживання: с. Піщане, Золотоніський р-н, Черкаська обл.                                                                     |
| 6        | Прудиус Оксана Федорівна        | політична партія Всеукраїнське об’єднання "Батьківщина" | Громадянка України, народилася 23.12.1970 р., освіта вища, член політичної партії Всеукраїнське об’єднання "Батьківщина", Піщанська дільниця ветеринарної медицини, завідувач, місце проживання: с. Піщане, Золотоніський р-н, Черкаська обл.           |
| 7        | Васильченко Олексій Миколайович | Самовисування                                           | Громадянин України, народився 15.12.1985 р., освіта вища, безпартійний, СТОВ "Агрофірма "Маяк", заступник директора по маркетингу, місце проживання: с. Піщане, Золотоніський р-н, Черкаська обл.                                                       |
| 7        | Юрченко Віктор Анатолійович     | політична партія "Слуга Народу"                         | Громадянин України, народився 30.03.1988 р., освіта вища, безпартійний, не працює, місце проживання: с. Софіївка, Золотоніський р-н, Черкаська обл. |
| 8        | Барботько Наталія Іванівна      | політична партія Всеукраїнське об’єднання "Батьківщина" | Громадянка України, народилася 27.01.1965 р., освіта загальна середня, член політичної партії Всеукраїнське об’єднання "Батьківщина", Шабельниківська сільська рада, землевпорядник, місце проживання: с. Шабельники, Золотоніський р-н, Черкаська обл. |
| 8        | Голубка Тетяна Олексіївна       | Самовисування                                           | Громадянка України, народилася 05.06.1973 р., освіта вища, безпартійна, Шабельниківський НВК, вчитель, місце проживання: с. Шабельники, Золотоніський р-н, Черкаська обл.                                                                               |

## Населення

### Мова
Розподіл населення населених пунктів громади за рідною мовою за даними перепису 2001 року:
| Мова            | Чисельність, осіб | Відсоток |
| --------------- | ----------------- | -------- |
| Українська      | 8 102             | 97,30%   |
| Російська       | 202               | 2,43%    |
| Білоруська      | 7                 | 0,08%    |
| Румунська       | 1                 | 0,01%    |
| Інші/Не вказали | 15                | 0,18%    |
| Разом           | 8 327             | 100%     |

## Місцевість

### Географічне положення
Громада розташовується на лівому березі Кременчуцького водосховища річки Дніпро. Межує на півночі з Гельмязівською громадою, на сході та південному сході із Новодмитрівською громадою, на заході з Ліплявською громадою Черкаського району, на півдні із Мошнівською громадою Черкаського району (межа з останньою повністю проходить по поверхні Кременчуцького водосховища). Крайня північна точка знаходиться на північній околиці села Софіївка, крайня південна - на поверхні Кременчуцького водосховища південніше острова Випадковий, крайня західна - в лісовому масиві поблизу урочища Лучки. Східної точки немає, оскільки частина адміністративного кордону з Новодмитрівською громадою між селами Коврайські Хутори та Подільське проходить рівно з півночі на південь, і вона і є найсхіднішою частиною громади.
Умовно територію громади можна розділити на північну та південну частини по лінії залізниці, що проходить з південного сходу на північний захід. Північніше цієї умовної лінії знаходяться села Гладківщина, Коврайські Хутори, Піщане та Софіївка, південніше - Бубнівська Слобідка, Нова Гребля та Шабельники. По обидва боки залізниці розташовується селище Гладківщина.

### Рельєф
Ландшафт рівнинний, з незначними коливаннями висот, в основному представлений степовою ріллею, що знаходиться на надзаплавних терасах Дніпра та Супою. Присутні також долини обох річок, що відділяються від терас чітко вираженими уступами.

## Біорізноманіття

### Флора
Степова частина громади поза населеними пунктами переважно розорана, і використовується в господарській діяльності в якості полів для вирощування сільськогосподарської продукції. Поля розділені лісосмугами. Природна степова рослинність збереглась лише на незначних ділянках, які з різних причин не стали ріллею, наприклад, курганах. Є незначна кількість лісових ділянок, що знаходяться в управлінні Прохорівського лісництва (Піщане). В заплавній частині ступінь розораності менший, є великі ділянки лісів (хвойних, мішаних та листяних), які знаходяться у віданні Вільхівського лісництва (Бубнівська Слобідка, Шабельники, Нова Гребля). Також тут присутні зразки унікальних для даної місцевості заплавних біогеоценозів, які є рідкісними для Наддніпрянщини (після створення каскаду водосховищ), та плануються до включення у Канівський природний заповідник та у планований Національний природний парк "Середньодніпровський". З природно-заповідного фонду присутні два ботанічні заказники -  Сушківський, що знаходиться біля села Бубнівська Слобідка, в якому є насадження робінії звичайної та місце зростання рідкісної рослини астрагалу шерстистоквіткового, що занесена до Червоної книги України, а також Довгий, який розташовується у лісовому масиві між селами Шабельники та Дмитрівка, та є місцем зростання лікарських рослин -  конвалії звичайної, кропиви дводомної, чистотілу звичайного та інших.

### Фауна
В цілому в громаді представлена типова фауна Черкаської області, яка, в свою чергу, є частиною фауни України. Зокрема, тут знаходяться популяції сарн, диких кабанів, зайців, лисиць, білих лелек, білих чапель та інших типових для цих місць видів тварин. Також, в річках Дніпро і Супій та їхніх заплавах присутня рибальська іхтіофауна. Для охорони рідкісних червонокнижних видів водоплавних птахів та місць їхнього перебування на території громади створено два орнітологічних заказники: Озеро Широке та Бубнівські Сосни (обидва біля села Бубнівська Слобідка). Є мисливські угіддя під управлінням Національного Союзу Мисливців.

## Гідрографія
Водні ресурси громади переважно представлені річками Дніпро та Супій, їхніми притоками, заплавними водоймами та штучними зрошувальними і осушувальними спорудами.

### Дніпро
Найбільша річка України на території громади представлена Кременчуцьким водосховищем. Зокрема, тут знаходиться її лівобережний рукав, що має назву Горіхівка. Він відділяє острів Молодняги від основного берега річки, на якому до створення водосховища в 1960 році знаходилось село Бубнів. Також, напроти урочища Уступ, знаходиться невеликий острів Випадковий. Обидва острови та берег Горіхівки густо вкриті лісовою рослинністю, що знаходиться у віданні Вільхівського лісництва. В даних місцях, через незначний (практично відсутній) вплив штучних морів-водосховищ на русло Дніпра, збереглись природні ландшафти лівобережних заплав, боліт та озер. В перспективі існує план по включенню цих територій до складу створюваного Національного природного парку "Середньодніпровський". Русло судноплавне (крім Горіхівки). Портова та інша прибережна інфраструктура відсутня. В заплавній долині Дніпра знаходяться населені пункти Бубнівська Слобідка та Шабельники.
В межах громади також знаходиться невелике басейн зрошувального каналу, що прокладений від притоки Дніпра Горіхівки територією Ліплявської громади. Також там знаходиться насосна станція, що закачує воду в даний резервуар.

### Супій
Друга по величині річка громади - Супій, протікає по її території з півночі на південь, з невеликими поворотами русла на південний захід та південний схід. На півночі відрізок річки починається на межі з Гельмязівською громадою, далі протікає Піщаним, розділяючи його на дві частини. Закінчується на межі з Новодмитрівською громадою, протікаючи між селами Шабельники та Нова Гребля. Русло каналізоване, є велика кількість каналів та інших штучних споруд Супійської осушувальної системи. Також, на цьому відрізку у Супій зліва впадає річка Ковраєць, на якій знаходиться село Коврайські Хутори, а нижче справа впадає степова річка Супієць, що протікає землями сіл Бубнівська Слобідка та Шабельники, і є здебільшого пересохлою, та частково наповнюється водою лише навесні.

### Інші водойми
Серед інших природних та штучних водойм громади, що не були згадані у попередніх розділах, можна виділити відстійники селекційного племзаводу "Золотоніський" і ставки в селі Бубнівська Слобідка,, Шабельники та Піщане.

## Транспортна інфраструктура
Транспорт в громаді представлений наступними підкатегоріями:
- Автомобільний
- Залізничний
- Водний
- Трубопровідний

### Автомобільний транспорт
Представлений усіма автошляхами, що проходять в громаді. За підпорядкуванням їх умовно можна поділити на три види: державного значення, місцевого значення (як дороги у віданні Черкаської ОДА, так і комунальні шляхи населених пунктів), а також решта доріг, що не підпадають під перші дві категорії.

#### Дороги державного значення
Територією громади проходить 4 автошляхи державного значення, з них два національних (Н08 та Н02), та два територіальних (Т 2404 та Т 2412). Нижче подано коротку характеристику кожного відрізку шляху в межах територіальної одиниці:
- Н08 — територією громади проходить 16,8 км цього автошляху[23][23], частково він є адмінмежею з сусідніми громадами. Відрізок дороги починається на перехресті з Н02 в селі Софіївка (маючи тут назву вулиця Черкаський Шлях), де перетинається перехрестям з автошляхами Т 2412 та О240524. Далі дорога прямує на південний схід до Піщаного (проходячи також через землі Гельмязівської громади 1,4 км[23] та на 70 метрах слугуючи межею з нею)[23], обходить основну частину цього населеного пункту, перетинаючи залізобетонним мостом річку Супій та мостом-тунелем з цього ж матеріалу вулицю села. Річка Ковраєць проходить під дорогою через трубу. На околицях села від шляху відгалужується дорога О240510, а за 2,5 км від цього місця — О240516. Останні 2,3 км в межах громади автошляхом проходить адмінмежа із Новодмитрівською громадою.[23]
- Н02 — територією громади проходить 5,2 км цього автошляху[23]. На всій протяжності відрізка він слугує межею із Гельмязівською громадою. Починається від межі з Ліплявською громадою Черкаського району і продовжується на схід до перехрестя з Н08.
- Т 2404 — територією громади проходить 15,8 км цього автошляху[23], частково він є адмінмежею із Новодмитрівською громадою. Починається від межі з селом Сушки Ліплявської громади Черкаського району в селі Бубнівська Слобідка. Продовжується через населений пункт на схід до перехрестя з О240512 (цей відрізок має назву вулиця Жовтнева). Там круто повертає на південь, поступово змінюючи напрям на південно-східний до адмінмежі села (вулиця Фесуна). Далі проходить на північний схід та схід до села Шабельники. Там продовжується до перехрестя з місцевою дорогою (маючи назву вулиця Шевченка). Далі повертає на північ, виходить за межі села, перетинає канал Супійської осушувальної системи через міст-кульверт, піднімається узвозом надзаплавної тераси Дніпра до перехрестя з О240510. Звідти повертає на схід, і проходить до села Нова Гребля, де залізобетонним мостом перетинає річку Супій, далі дугою на північний схід проминає решту села і загальним напрямком на південний схід продовжується до території Новодмитрівської громади. Останні 300 м в межах громади автошляхом проходить адмінмежа із нею.[23]
- Т 2412 — територією громади проходить 260 м цього автошляху[23], частково (100 м) він слугує межею із Гельмязівською громадою.[23] Починається від перехрестя з Н08 та О240524 в селі Софіївка, та продовжується до земель Гельмязівської громади.

#### Дороги місцевого значення
Територією громади проходить 5 автошляхів місцевого значення, з яких 4 повністю (О240510, О240512, О240516 та О240524) та 1 частково (О240525). Нижче подано коротку характеристику кожного шляху (чи його частини в межах територіальної одиниці):
- О240510 — повністю проходить територією громади.[23] Починається в селі Піщане на перехресті з Н08, закінчується на перехресті із Т 2404 біля села Шабельники.
- О240512 — повністю проходить територією громади.[23] Починається на перехресті з О240524 біля селища Гладківщина, закінчується на перехресті із Т 2404 в селі Бубнівська Слобідка.
- О240516 — повністю проходить територією громади.[23] Починається на перехресті з Н08, закінчується в селі Коврайські Хутори.
- О240524 — повністю проходить територією громади.[23] Починається на перехресті з Н08, Закінчується в селищі Гладківщина.
- О240525 — територією громади проходять 950 м автошляху.[23] Відрізок починається від межі з Гельмязівською громадою та закінчується в селі Коврайські Хутори.

### Залізничний транспорт
Територією громади проходить тупикова залізнична гілка Золотоноша - Ліпляве. Лінія неелектрифікована, одноколійна (крім розширень на станціях Піщане-Черкаське та Гладківщина). Окрім вже згаданих станцій, на території громади також знаходяться зруйновані платформи Супій, Нова Гребля та Шабельники. Ділянка не використовується для пасажирського руху, є фактично занедбаною, і відсутня на офіційній карті Шевченківської дирекції Одеської залізниці (лише є позначка відгалуження, що не має жодного зупинного пункту). Перетинає мостом річку Супій, та має два залізничні переїзди через автошляхи О240510 та О240512.
Ділянка побудована на початку XX ст. в рамках проєкту Гришине-Рівненської залізниці, і, початково, сполучала Золотоношу з Миронівкою. У місті Канів був залізничний вокзал і залізничний міст через Дніпро. Цей міст був підірваний НКВС в серпні 1941 року під час німецько-радянської війни, а після її закінчення ділянка від Миронівки до Канева була демонтована. З того часу існує в нинішньому вигляді з незначними змінами (після побудови Канівської ГЕС була прокладена колія через неї від Ліплявого; з 2018 року ця ділянка демонтована).

### Водний транспорт
Серед усіх водних об'єктів громади судноплавною є лише річка Дніпро (Кременчуцьке водосховище), по якому проходить межа з Мошнівською сільською громадою Черкаського району. Фарватер здебільшого проходить ближче до правого берега водосховища, тож в межах громади знаходиться лише короткий його відрізок між островами Плавучий та Молодняги. Пристаней на відрізку берегової лінії водосховища в межах громади немає, найближча діюча пристань знаходиться в місті Канів, зруйнована - в Прохорівці. Також на протилежному від берегової смуги громади боці водосховища існувала пристань Тубільці.

### Трубопровідний транспорт
Територією громади проходить підземний газопровід Уренгой — Помари — Ужгород, а саме його відрізок між компресорними станціями Софіївка та Ставище. Він проходить на південний схід та південь від усіх населених пунктів громади, вперше потрапляючи на її територію зі сходу, з Новодмитрівської сільської громади, прямує на південний захід, та за автошляхом Н08 знову повертається на територію попередньої. На південний схід від села Нова Гребля газогін знову заходить на територію громади, зберігаючи південно-західний напрям, перетинає автошлях Т 2404, після чого практично одразу вдруге покидає межі адміністративно-територіальної одиниці. Втретє газопровід повертається до земель громади південніше Нової Греблі, після чого знову покидає їх на дуже короткий відрізок, повертаючись вчетверте неподалік русла Супою. Після перетину річки поблизу села Шабельники від змінює напрям на західний та зберігає його до межі з Ліплявською сільською громадою.
Місцеве газове господарство обслуговується Золотоніським відділенням ПАТ "Черкасигаз". Усі населені пункти громади газифіковані.